# Рашћане
Рашћане су насељено место у саставу града Вргорца, Сплитско-далматинска жупанија, Република Хрватска.

## Историја
До територијалне реорганизације у Хрватској налазиле су се у саставу старе општине Вргорац. Као самостално насељено место, Рашћане постоје од пописа 2001. године. Настало је спајањем бивших насеља Горње Рашћане и Доње Рашћане.

## Становништво
На попису становништва 2011. године, Рашћане су имале 130 становника. За национални састав 1991. године, погледати под Горње Рашћане и Доње Рашћане.
| Број становника по пописима | Број становника по пописима | Број становника по пописима | Број становника по пописима | Број становника по пописима | Број становника по пописима | Број становника по пописима | Број становника по пописима | Број становника по пописима | Број становника по пописима | Број становника по пописима | Број становника по пописима | Број становника по пописима | Број становника по пописима | Број становника по пописима | Број становника по пописима |
| --------------------------- | --------------------------- | --------------------------- | --------------------------- | --------------------------- | --------------------------- | --------------------------- | --------------------------- | --------------------------- | --------------------------- | --------------------------- | --------------------------- | --------------------------- | --------------------------- | --------------------------- | --------------------------- |
| 1857                        | 1869                        | 1880                        | 1890                        | 1900                        | 1910                        | 1921                        | 1931                        | 1948                        | 1953                        | 1961                        | 1971                        | 1981                        | 1991                        | 2001                        | 2011                        |
| 749                         | 876                         | 949                         | 1.160                       | 1.362                       | 1.483                       | 1.435                       | 1.389                       | 1.428                       | 904                         | 843                         | 586                         | 375                         | 316                         | 204                         | 130                         |

Напомена: У 2001. настало је спајањем насеља Доње Рашћане и Горње Рашћане, за која од 1857. до 1991. садржи податке.